# Dawid Błanik
Dawid Błanik (ur. 15 kwietnia 1997 w Jastrzębiu-Zdrój) – polski piłkarz grający na pozycji pomocnika w klubie Korona Kielce.

## Kariera juniorska
Błanik grał jako junior w AKS Mikołów (do 2011) i MFK Karviná (2011–2014).

## Kariera seniorska

### GKS II Tychy
Błanik grał w rezerwach GKS Tychy w pierwszej połowie sezonu 2014/2015.

### GKS Tychy
Błanik zadebiutował w pierwszej drużynie GKS Tychy 18 kwietnia 2015 w meczu z Wisłą Płock (przeg. 1:0). Pierwszego gola strzelił 10 października 2015 w zremisowanym 1:1 spotkaniu przeciwko Kotwicy Kołobrzeg. Łącznie rozegrał dla tego klubu 44 mecze strzelając 5 goli.

### Pogoń Szczecin
Błanik przeszedł do Pogoni Szczecin 6 stycznia 2018. Debiut dla nich zaliczył 10 lutego 2018 w meczu z Sandecją Nowy Sącz (wyg. 4:1). Ostatecznie w barwach tego klubu wystąpił 15 razy nie zdobywając żadnej bramki.
Błanik bedąc zawodnikiem Pogoni otrzymał powołanie do reprezentacji Polski U-21 w maju 2018. Nie wystąpił w niej jednak w żadnym meczu.

### Pogoń II Szczecin
Błanik zadebiutował w rezerwach Pogoni Szczecin 11 marca 2018 w meczu z Centra Ostrów Wielkopolski (wyg. 1:0). Pierwszą bramkę zdobył 22 wrześni 2018 w przegranym 1:2 spotkaniu przeciwko KKS-owi 1925 Kalisz. Łącznie rozegrał dla nich 18 meczów strzelając 2 gole.

### Odra Opole
Błanik został wypożyczony do Odry Opole 16 stycznia 2019. Debiut dla nich zaliczył 27 lutego 2019 w wygranym 2:3 spotkaniu przeciwko Wigrom Suwałki. Pierwszego gola strzelił 18 maja 2019 w meczu z ŁKS Łódź (3:3). Ostatecznie w barwach tego zespołu wystąpił 33 razy zdobywając dwie bramki.

### GKS Bełchatów
Błanik przeniósł się do GKS Bełchatów 8 października 2020. Zadebiutował u nich 18 października 2020 w starciu z Sandecją Nowy Sącz (0:0). Łącznie dla GKS Bełchatów Błanik rozegrał 9 meczów nie strzelając żadnego gola.

### Sandecja Nowy Sącz
Błanik trafił do Sandecji Nowy Sącz 19 stycznia 2021. Debiut dla nich zaliczył 27 lutego 2021 w wygranym 2:0 spotkaniu przeciwko Górnikowi Łęczna, notując wtedy też asystę. Pierwszego gola strzelił 10 kwietnia 2021 w meczu z Zagłębiem Sosnowiec (wyg. 2:1). Ostatecznie w barwach tego klubu Błanik wystąpił 22 razy zdobywając 5 bramek.

### Korona Kielce
Błanik przeszedł do Korony Kielce 1 września 2021. Zadebiutował dla nich 18 września 2021 w meczu ze swoim byłym klubem – Sandecją Nowy Sącz (przeg. 0:1). Premierową bramkę zdobył 22 września 2021 w wygranym po dogrywce 4:3 spotkaniu Pucharu Polski przeciwko Wiśle Płock.
Błanik w sezonie 2022/23 dwukrotnie wystąpił w rezerwach Korony.

## Statystyki

### Klubowe
(aktualne na dzień 14 lutego 2025)
| Klub               | Sezon              | Liga               | Liga  | Liga   | Puchar kraju | Puchar kraju | Suma  | Suma   |
| Klub               | Sezon              | Liga               | Mecze | Bramki | Mecze        | Bramki       | Mecze | Bramki |
| ------------------ | ------------------ | ------------------ | ----- | ------ | ------------ | ------------ | ----- | ------ |
| GKS Tychy          | 2014/15            | I liga             | 1     | 0      | 0            | 0            | 1     | 0      |
| GKS Tychy          | 2015/16            | II liga            | 12    | 1      | 0            | 0            | 12    | 1      |
| GKS Tychy          | 2016/17            | I liga             | 9     | 0      | 1            | 0            | 10    | 0      |
| GKS Tychy          | 2017/18            | I liga             | 19    | 4      | 2            | 0            | 21    | 4      |
| GKS Tychy          | Ogólnie            | Ogólnie            | 41    | 5      | 3            | 0            | 44    | 5      |
| Pogoń Szczecin     | 2017/18            | Ekstraklasa        | 6     | 0      | 0            | 0            | 6     | 0      |
| Pogoń Szczecin     | 2018/19            | Ekstraklasa        | 8     | 0      | 1            | 0            | 9     | 0      |
| Pogoń Szczecin     | 2019/20            | Ekstraklasa        | 0     | 0      | 0            | 0            | 0     | 0      |
| Pogoń Szczecin     | Ogólnie            | Ogólnie            | 14    | 0      | 1            | 0            | 15    | 0      |
| Pogoń II Szczecin  | 2017/18            | III liga           | 3     | 0      | 0            | 0            | 3     | 0      |
| Pogoń II Szczecin  | 2018/19            | III liga           | 9     | 2      | 0            | 0            | 9     | 2      |
| Pogoń II Szczecin  | 2020/21            | III liga           | 6     | 0      | 0            | 0            | 6     | 0      |
| Pogoń II Szczecin  | Ogólnie            | Ogólnie            | 18    | 2      | 0            | 0            | 18    | 2      |
| Odra Opole         | 2018/19            | I liga             | 12    | 1      | 1            | 0            | 13    | 1      |
| Odra Opole         | 2019/20            | I liga             | 18    | 1      | 2            | 0            | 20    | 1      |
| Odra Opole         | Ogólnie            | Ogólnie            | 30    | 2      | 3            | 0            | 33    | 2      |
| GKS Bełchatów      | 2020/21            | I liga             | 9     | 0      | 0            | 0            | 9     | 0      |
| GKS Bełchatów      | Ogólnie            | Ogólnie            | 9     | 0      | 0            | 0            | 9     | 0      |
| Sandecja Nowy Sącz | 2020/21            | I liga             | 17    | 2      | 0            | 0            | 17    | 2      |
| Sandecja Nowy Sącz | 2021/22            | I liga             | 5     | 3      | 0            | 0            | 5     | 3      |
| Sandecja Nowy Sącz | Ogólnie            | Ogólnie            | 22    | 5      | 0            | 0            | 22    | 5      |
| Korona Kielce      | 2021/22            | I liga             | 24    | 5      | 2            | 2            | 24    | 7      |
| Korona Kielce      | 2022/23            | Ekstraklasa        | 27    | 3      | 2            | 0            | 29    | 3      |
| Korona Kielce      | 2023/24            | Ekstraklasa        | 29    | 1      | 4            | 1            | 33    | 2      |
| Korona Kielce      | 2024/25            | Ekstraklasa        | 16    | 2      | 3            | 0            | 19    | 2      |
| Korona Kielce      | Ogólnie            | Ogólnie            | 96    | 11     | 11           | 3            | 107   | 14     |
| Korona II Kielce   | 2022/23            | III liga           | 2     | 0      | 0            | 0            | 2     | 0      |
| Korona II Kielce   | Ogólnie            | Ogólnie            | 2     | 0      | 0            | 0            | 2     | 0      |
| Ogólnie w karierze | Ogólnie w karierze | Ogólnie w karierze | 232   | 25     | 18           | 3            | 250   | 28     |